# Объект страхования
Объект страхования — имущественные интересы, не противоречащие закону и которые могут быть застрахованными или подлежащие страхованию.

## Понятие объекта страхования
В страховании имущества объект страхования — это интересы, связанные с владением и распоряжением имуществом, их правомерность в договорах страхования имущества определяется законом, договором или иными правовыми основаниями. Если имеется конфликт интересов собственника и иного лица (либо группы лиц), имеющих вещные права в отношении застрахованного имущественного интереса, правомерность последнего как объекта страхования определяется обязанностями по несению риска в период действия договора страхования.
В страховании ответственности объектом страхования являются имущественные интересы, связанные с возмещением страхователем причиненного им вреда личности или имуществу физического лица, а также вреда, причиненного юридическому лицу.
В личном страховании это имущественные интересы, связанные со здоровьем, жизнью, трудоспособностью и пенсионным обеспечением, в том числе с временным или постоянным снижением дохода или дополнительными расходами в связи с потерей трудоспособности, расстройством здоровья или смертью. В договорах личного страхования, заключенных о страховании третьих лиц, правомерность имущественного интереса вытекает из правоотношений между страхователем и застрахованным, которые регулируются семейным, трудовым правом или в иных случаях, предусмотренных законодательством.

## Правовые основы
Именно имущественный интерес указывается в качестве объекта страхования во всех нормативных актах РФ. Например, ГК РФ (Гл.48, ст. 928) перечисляет интересы, страхование которых не допускается (противоправные интересы, убытки от игр, лотерей и пари, расходы на выкуп заложников). В статье 929 ГК перечислены имущественные интересы, которые могут быть застрахованы по договору имущественного страхования («риск утраты (гибели), недостачи или повреждения определенного имущества; риск ответственности по обязательствам, возникающим вследствие причинения вреда жизни, здоровью или имуществу других лиц, а в случаях, предусмотренных законом, также ответственности по договорам — риск гражданской ответственности; риск убытков от предпринимательской деятельности из-за нарушения своих обязательств контрагентами предпринимателя или изменения условий этой деятельности по не зависящим от предпринимателя обстоятельствам, в том числе риск неполучения ожидаемых доходов — предпринимательский риск»). А статья 942, перечисляя существенные условия договора страхования, прежде всего указывает, что между страхователем и страховщиком должно быть достигнуто соглашение «об определенном имуществе либо ином имущественном интересе, являющемся объектом страхования». Как имущественные интересы трактует объект страхования и закон «Об организации страхового дела в РФ»

 Статья 4. Объекты страхования
1. Объектами личного страхования могут быть имущественные интересы, связанные:
  1. с дожитием граждан до определенного возраста или срока, со смертью, с наступлением иных событий в жизни граждан (страхование жизни);
  2. с причинением вреда жизни, здоровью граждан, оказанием им медицинских услуг (страхование от несчастных случаев и болезней, медицинское страхование).

2. Объектами имущественного страхования могут быть имущественные интересы, связанные, в частности, с:
  1. владением, пользованием и распоряжением имуществом (страхование имущества);
  2. обязанностью возместить причиненный другим лицам вред (страхование гражданской ответственности);
  3. осуществлением предпринимательской деятельности (страхование предпринимательских рисков).

3. Страхование противоправных интересов, а также интересов, которые не являются противоправными, но страхование которых запрещено законом, не допускается.
4. Если федеральным законом не установлено иное, допускается страхование объектов, относящихся к разным видам имущественного страхования и (или) личного страхования (комбинированное страхование).
5. На территории Российской Федерации страхование (за исключением перестрахования и иных предусмотренных федеральными законами случаев) интересов юридических лиц, а также физических лиц — резидентов Российской Федерации может осуществляться только страховщиками, имеющими лицензии, полученные в установленном настоящим Законом порядке.